# Cristo tra i dottori (Cima da Conegliano)
Cristo tra i dottori è un dipinto a olio su tavola (54,5x84,4 cm.) di Cima da Conegliano e conservato nel Museo nazionale di Varsavia.

## Descrizione e stile
L'opera è in rapporto col celebre Cristo dodicenne tra i dottori di Dürer, secondo un'iconografia divenuta popolare in area veneziana a partire dai primi anni del Cinquecento. La versione che ne diede Cima, simile per impostazione a quella di Bernardino Luini (1515-1530), mostra il Cristo a mezza figura mentre gesticola, isolato e malinconico, al centro di un semicerchio di anziani dottori, otto in tutto, che hanno varie pose, tutte però composte e intensamente contemplative.